# Valeri Poliakov
Valeri Vladimiròvitx Poliakov (en rus: Валерий Владимирович Поляков) (Tula, URSS, 27 d'abril de 1942 - Moscou, 19 de setembre de 2022) va ser un cosmonauta rus amb el rècord de permanència a l'espai al romandre a bord de l'estació espacial MIR durant més de 14 mesos.
Va néixer a Tula, RSFS de Rússia, el 27 d'abril de 1942 amb el nom de Valeriy Ivanovich Korshunov, el qual es canvià després de ser adoptat. Es graduà el 1959, entrà a realitzar el doctorat en medicina a Moscou i s'especialitzà en medicina astronàutica.
Després de ser seleccionat com a cosmonauta el 22 de març de 1972, va participar en dues missions espacials: la primera el 1989, la qual li va permetre romandre a l'estació MIR durant 240 dies, 22 hores i 34 minuts; i una segona el 1994, que li va permetre romandre 437 dies, 17 hores i 58 minuts; va aconseguir així un rècord de permanència a l'espai encara no superat. Aquell mateix any es retirà d'astronauta per dedicar-se a la seva professió de metge. Va ser diputat-director del Ministeri de la Salut Pública a Moscou.
El 1999 fou guardonat amb el Premi Príncep d'Astúries de Cooperació Internacional, juntament amb els astronautes Pedro Duque, John Glenn i Chiaki Mukai per l'exploració pacífica de l'espai.